# Opération Buccaneer
L'opération Buccaneer est le nom donné à une opération de grande envergure orchestrée par les autorités de différents pays (États-Unis, Grande-Bretagne, Australie, Norvège et Finlande) en vue de démanteler des réseaux de contrefaçon responsables de la diffusion illicite de jeux vidéo, de musiques, de films et de logiciels.
Cette opération a été entamée en septembre 2000, par une annonce de John Ashcroft alors procureur général des États-Unis. Les forces de l’ordre procédèrent à de nombreuses perquisitions dans les grandes universités, les entreprises et les domiciles de particuliers.
L'opération a permis d'arrêter, entre autres, des personnes du groupe warez DrinkOrDie comme Christopher Tresco, ainsi que du groupe Razor 1911.
En 2005, treize personnes avaient déjà plaidé coupable et dix étaient condamnées à la suite de cette opération.